# Idioma medo
El idioma medo fue la lengua hablada por los medos en la meseta iraní. Es una lengua irania antigua clasificada como parte de la subfamilia noroccidental, que incluye a muchas otras lenguas como el antiguo azerí, guilakí, mazandaraní, zazaki, gorani, kurdo, y baluchi.

## Evidencias
El medo está atestiguado solo por numerosos préstamos en persa antiguo. No se sabe nada de su gramática, pero comparte isoglosas fonológicas importantes con el avéstico, en lugar del persa antiguo. Bajo el dominio medo, el medo debe haber sido hasta cierto punto la lengua irania oficial en el oeste de Irán.
No se han conservado documentos que datan de la época media, y no se sabe en qué escritura podrían haber estado estos textos ". Hasta ahora, solo se ha encontrado una inscripción de la época pre-aqueménida (una placa de bronce) en el territorio de Media. Este es una inscripción cuneiforme compuesta en acadio, quizás en el siglo VIII a. C., pero no se mencionan nombres medos en ella ".
Algunas investigaciones modernas sugieren que el llamado elamita lineal, que aún no ha sido descifrado, puede haber sido escrito en el idioma de los medos, asumiendo que Kutik-Inshushinak era el nombre iraní original de Ciáxares el Grande y no un rey elamita mucho anterior.[cita requerida]